# Tenaturris fulgens
Tenaturris fulgens é uma espécie de gastrópode do gênero Tenaturris, pertencente a família Mangeliidae.